# Isia cornuta
Isia cornuta är en fjärilsart som beskrevs av Lauro Travassos 1947. Isia cornuta ingår i släktet Isia och familjen björnspinnare. Inga underarter finns listade i Catalogue of Life.